# Hrál jsem, tančil jsem
Hrál jsem, tančil jsem (v lotyšském originále Spēlēju, dancoju) je opera o třech dějstvích a čtyřech obrazech lotyšského skladatele Imantse Kalniņše na libreto Imantse Ziedonise podle stejnojmenné Rainisovy činohry. Premiéru měla 30. prosince 1977 v Lotyšské národní opeře (tehdy Státní akademické divadlo opery a baletu Lotyšské SSR) v Rize.

## Vznik a charakteristika opery
Symbolicko-folklórní drama lotyšského básníka Jānise Pliekšānse (Rainise) vzniklo roku 1921, v době překotných politických a sociálních změn. S námětem na operní zpracování básně se Rainis sám obrátil na skladatele Alfredse Kalniņše, autora první lotyšské národní opery Baņuta, ale s nepořízenou; hozené rukavice se chopil až mnohem později Kalniņšův jmenovec Imants. Spisovateli Imantsu Ziedonisovi se podařilo původní veršované drama zkrátit a adaptovat pro operní účely se zachováním jeho mnohorozměrnosti a filosoficko-morálního podtextu.
Imants Kalniņš se stal na přelomu 60. a 70. let známým jako skladatel vážné hudby i jako člen folk-rockové skupiny 2xBBM a autor první lotyšské rockové opery Ei, jūs tur! (Hej, vy tam!). Skutečnou kontroverzi vyvolala roku 1973 jeho 4. symfonie, v níž poprvé synteticky spojil principy symfonické a rockové hudby. I v reakci na ni získal roku 1975 zakázku na operu od rižského operního divadla.
Výsledné dílo skladatel dokončil v prosinci 1976. Pokračuje v linii 4. symfonie, zejména tím, že je postaveno na souhře symfonického orchestru (obohaceného o některé nezvyklé nástroje – celesta, cembalo, jonika, varhany, preparovaný klavír) a rockové skupiny. (Toto spojení je pro hudebníky obou skupin dosti náročné.) V souladu se svými zkušenostmi z folk-rocku využívá Kalniņš řadu prostředků, které mají své obdoby v rockové i lotyšské lidové hudbě, jako jsou rytmická mnohotvárnost a současně prostota, bohaté melodické figurační a rozvojové techniky, nepravidelná metra, sborové muzicírování vokálních a nástrojových skupin, sólistické traktování nástrojů střídající se s pasážemi pro celý orchestr, hymnická gradace scén. Hojně využívaná ostinátní technika odkazuje nejen na lidovou a rockovou hudbu, ale i na soudobé prostředky amerického hudebního minimalismus. Podle Ulricha Schreibera Kalniņš ve svém díle „spojuje s neakademickou svěžestí ostinátní sekvencování ve stylu archaické církevní hudby s moderním rockem, jakož i rysy lidového divadla a fantastické pohádky s rysy lyrické opery“.
V lotyšské hudební kultuře znamenala tato inscenace značnou novátorskou událost. Hrála se celkem 55krát a divadlo ji s úspěchem představilo i na hostování ve Vilniusu a Moskvě. Kalniņš se k opernímu žánru vrátil už jen jednou, v opeře Ifigenie v Aulidě (Ifigēnija Aulidā) z roku 1982.
Nově byla nastudována, a to pouze v koncertním provedení, až roku 2011 Lotyšskou národní operou při příležitosti 70. narozenin skladatele. Dirigentem byl opět Alexander Viļumanis.

## Osoby a první obsazení
| Osoba                                                                    | Hlasový obor  | Premiéra (30.12.1977) |
| ------------------------------------------------------------------------ | ------------- | --------------------- |
| Lelde, nevěsta                                                           | soprán        | Lilija Greidāne       |
| Tots, muzikant                                                           | tenor         | Kārlis Zariņš         |
| Zemgus, ženich                                                           | baryton       | Aleksandrs Poļakovs   |
| Vědma                                                                    | mezzosoprán   | …                     |
| Slepec                                                                   | bas           | …                     |
| Chromý                                                                   | baryton       | …                     |
| Krtonožka                                                                | mezzosoprán   | …                     |
| Matka nevěsty                                                            | soprán        | …                     |
| Matka ženicha                                                            | mezzosoprán   | …                     |
| Vagar                                                                    | tenor         | …                     |
| Čert                                                                     | tenor         | …                     |
| Trojhlavý (Satan)                                                        | baryton       | Pēteris Grāvelis      |
| nemotora s oběma nohama levýma                                           | baryton       | …                     |
| Pán                                                                      | bas           | Nikolajs Goršeņins    |
| Svatební hosté, obyvatelé pekla, světla zemřelých (smíšený sbor a balet) |               |                       |
| Dirigent:                                                                | Dirigent:     | Alexander Viļumanis   |
| Režie:                                                                   | Režie:        | Mihails Kublinskis    |
| Výprava:                                                                 | Výprava:      | Artūrs Lapiņš         |
| Choreografie:                                                            | Choreografie: | Biruta Goģe           |

## Děj opery
Děj opery se odehrává v dávných bájných časech.

### 1. dějství

#### 1. obraz
Na lotyšské vesnici se slaví svatba Lelde a Zemguse. Mezi hosty jsou vedle matek obou snoubenců také tři jasnovidci – vědma, slepec, chromý. K poveselení všech hraje na své kokle (lotyšský drnkací nástroj) muzikant Tots.
Lelde se loučí se svým nevinným životem, mládím a dívčími sny. Tots jí dokáže zazpívat tak jímavou píseň (Spēlēju, dancoju visu cauru mūžu – Zpíval jsem, tančil jsem celý život), že vzbudí nevoli a žárlivost i u ženicha. Vědma předpovídá Lelde smrt. Tu se objeví nezvaný host – Pán. Nechává se obsluhovat a vyžaduje zvláštní výslužku: tři kapky krve od nevěsty. Lelde se brání, ale Pán se jí zmocní násilím a poslouží si sám. Lelde umírá, na Totsově kokli popraskají struny. Čarodějnice objasňuje, že neznámý Pán byl pán mrtvých, a radí, jak jej porazit.

#### 2. obraz
Zatímco Zemgus lamentuje nad hrobem své nevěsty, Tots lituje svých strun. Obrací se o pomoc pro Lelde i pro své kokle na Matku Zemi. Z hlíny se mu ozve krtonožka a daruje mu kořínky, jimiž může zpřetrhané struny nahradit, protože, jak mu říká, v jeho hudbě je skryto veškeré štěstí a síla světa.
Když se jeho nástroj znovu rozezní, vzpomene si Tots na všechny umlčené, mrtvé duchy své země. Ti jsou jeho hrou a vzpomínkou oživeni a radí mu, jak zachránit mrtvou Lelde. Musí získat čarovné světlo – Svíci mrtvých, která je může provázet na cestu z podsvětí. Aby však mohla Lelde ožít, musí získat zpět ony tři kapky krve, které jí Pán uzmul.
Z hrobu vstává Pán, kterého na nějakou dobu posílila krev nebohé Lelde. Chystá se na slavnost k Tříhlavému (tj. Satanovi). Tots předstírá, že je rovněž oživlý mrtvý, a přesvědčí Pána, aby jej vzal do pekla s sebou.

### 2. dějství (3. obraz)
Na slavnosti u Tříhlavého hraje Tots do skoku. Čerty a čarodějnice jeho hudba nesmírně baví; Tots získává i čertovský ocas, který použije jako další strunu na svém kokle, protože čím více strun kokle má, tím lépe zpívá. Tots nachází i Lelde, která spí stranou. Protože ještě nestrávila v pekle noc, nemá nad ní ďábel plnou moc a musí ji na Totsovo přání nechat odejít; ale Lelde je slaboučká a živá jen napůl.
Totsovi se zdá, že je svému cíli čím dál více vzdálen: jako vždy v zoufalství se vrací ke svému nástroji a své staré písni. Čerti a čarodějnice jsou jeho hrou pohnuti, obklopí Pána a v šarvátce mu uzmou ukradené tři kapky Leldiny krve, ale upustí je na zem, která je vpije. Tots stále hraje a Tříhlavý najednou slábne a ztrácí svou moc: nyní je to muzikant, který vládne nad živly a dokáže zkrotit temnotu.
Mrtví pomáhají Totsovi tím, že mu odlijí Svíci mrtvých. S její pomocí může Tots odvést Lelde nazpět mezi živé. Mrtví jej upomínají, že na zem nemá živým lidem jen přivést nešťastnou dívku, ale i přinést vzpomínku na ně všechny.

### 3. dějství (4. obraz)
Po třech jasnovidcích, kteří prostředkují mezi světy živých a mrtvých, už do vsi dorazila zpráva o tom, co se v pekle událo. Leldini příbuzní napjatě očekávají její a Totsův návrat a chystají oslavu. Ale jásot je předčasný, Tots sice Lelde přivádí, ale dívka je jen pohybující se, spící tělo bez lidského vědomí, protože stále nezískala chybějící tři kapky krve. Zoufalý Tots zapálí Svíci mrtvých a hraje na svůj nástroj. Náhle zasvítí slunce a Lelde se probudí, avšak chybí jí životní síla. Slepec dokáže poradit, co by bylo třeba učinit: aby se mohla Lelde skutečně vrátit ze světa mrtvých do světa živých, musí získat krev někoho živého, kdo ji tak mezi mrtvými nahradí. Všichni se obracejí na Leldina ženicha Zemguse, ale ten se zdráhá obětovat život pro svou nevěstu. Když to vidí Tots, rozhoduje se dát Lelde vlastní krev, bodne se nožem do prsou a tři kapky své krve nechá skápnout na Leldinu ránu. Lelde ožívá, ale Totsova píseň utichá. Je slyšet jen krtonožku, jak zpívá, že muzikant žije dál.

## Instrumentace
Pikola, dvě flétny, dva hoboje, anglický roh, dva klarinety, dva fagoty, kontrafagot, tři lesní rohy, tři trubky, tři pozouny, tuba, dvě bastuby, bicí souprava, jazzový stroj, sólová kytara, rytmická kytara, xylofon, celesta, dvě harfy, cembalo, jonika, varhany, preparovaný klavír, smyčcové nástroje jako doprovod z nahrávky.